# アドホック・モード
アドホック・モード (ad hoc mode) は、IEEE 802.11無線LANの動作モードのひとつで、IBSSモード（Independent Basic Service Set）とも呼ばれる、それぞれの端末に設置された無線LANのアダプタが、1対１で互いに直接通信をする形態のこと。これに対して、ネットワークを統括する「アクセス・ポイント」を介して通信を行う形態を、インフラストラクチャー・モードという。
2つの無線LANアダプタをアドホックモードで通信させるには、アダプタに設定するESS-ID(Extended Service Set Identifier)を一致させておく必要がある。
一般的な利用方法は、無線LANインタフェースをもつPC２台を通信可能な近さに設置し、互いにファイルのやりとりなどを行うものである。通常のPCのソフトでは、3台めのPCを同時に接続することはできない。